# Treibhaus (Kulturzentrum)

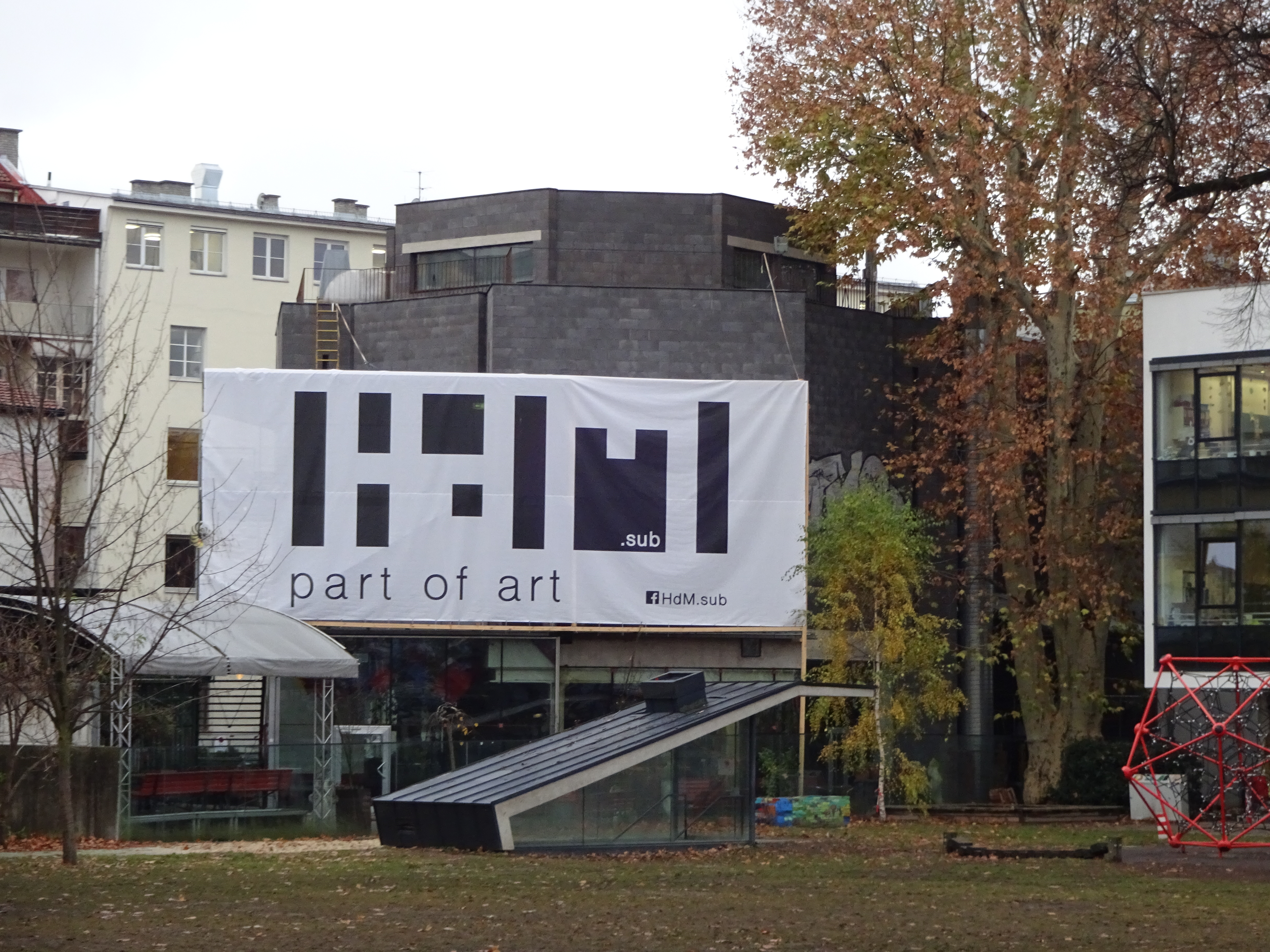
Das Treibhaus von Nordosten

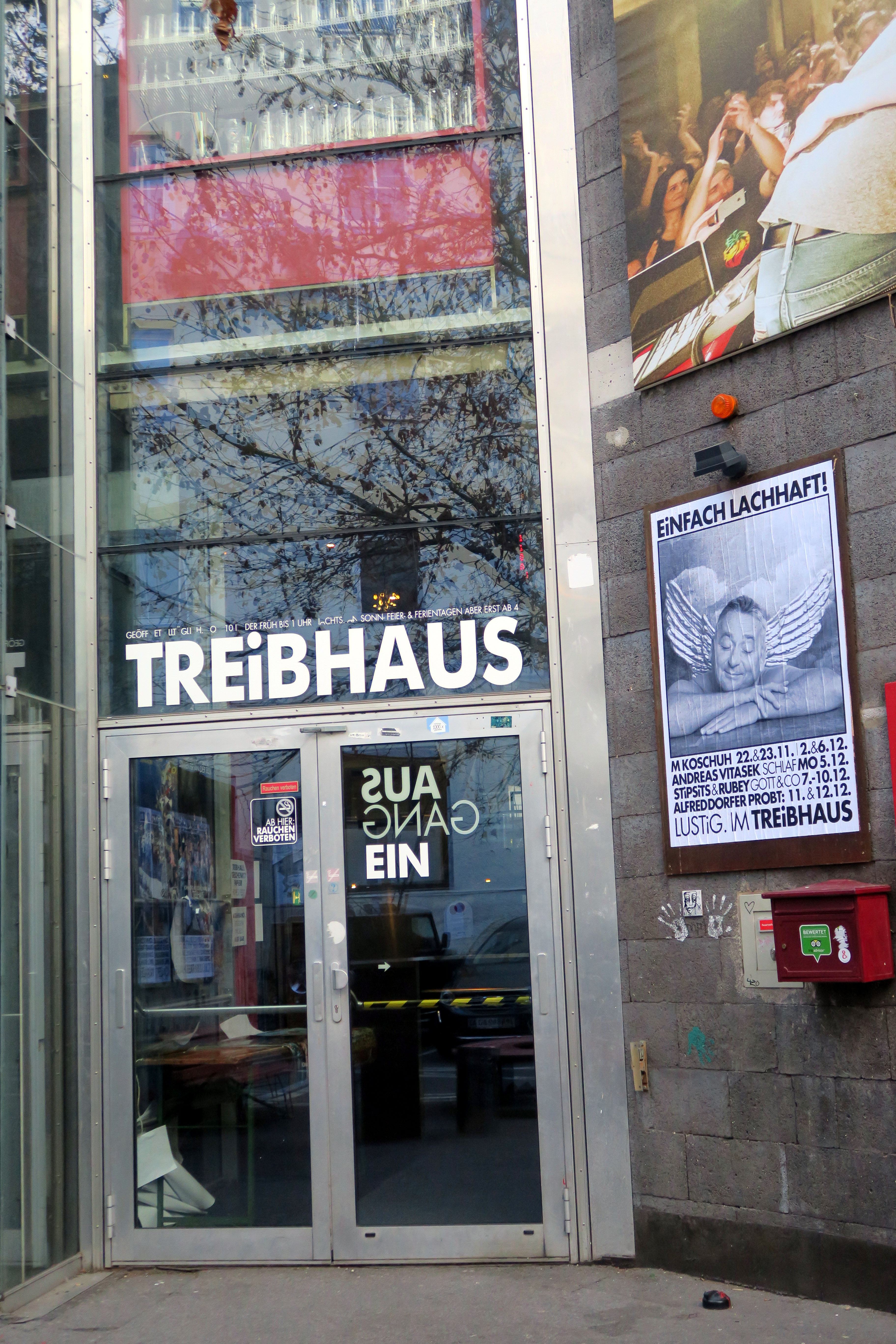
Eingang zum Treibhaus

Das Treibhaus ist ein Kulturzentrum in Innsbruck. Es gilt als wichtige Anlaufstelle für Musikveranstaltungen (vor allem Jazz und Weltmusik), Kabarett, Theater und andere Kunstformen in der Stadt und ist zudem ein Gastronomiebetrieb.
Der Verein Treibhaus wurde 1981 als Nachfolgeprojekt für das 1977 begründete autonome Kulturhaus KOMM, das Kulturreferat der Österreichischen Hochschülerschaft Innsbruck, von dessen Vorsitzenden Norbert K. Pleifer gegründet. Pleifer leitet das Treibhaus bis heute. Bis 1986 war es in der Anzengruberstraße im Stadtteil Pradl ansässig und zunächst als Kulturzentrum für den Stadtteil konzipiert. Bei der Eröffnung 1981 gaben der Jazzmusiker Werner Pirchner und das Vienna Art Orchestra Konzerte. In den 1980er Jahren galt das Treibhaus noch vor allem als Treffpunkt für Jugendliche; die Innsbrucker Stadtnachrichten verglichen es 1985 etwa mit der Arena in Wien.
1986 übersiedelte das Kulturzentrum in die Angerzellgasse nahe der Innsbrucker Altstadt. Der neue, von Rainer Köberl, Raimund Rainer und Gerhard Manzl entworfene Bau, ein dunkles Oktogon, sollte Widerstand signalisieren.
Seit 1995 organisiert das Treibhaus in Zusammenarbeit mit Leokino Cinematograph ein Open-Air-Filmfestival im Innenhof des Zeughauses.